# 三好ユウ
三好 ユウ（みよし ゆう、1991年5月24日 - ）は、日本のラジオDJ・リポーター・イベントMC・ワールドトラベルナビゲーター。
千葉県出身。

## 人物
身長158cm。
2017年からFOODEX主催のアジア最大・食の祭典「美食女子」のメンバーとして活動中。
ワールドトラベルナビゲーターとして海外への取材やビジネスを展開している。